# یک داستان عاشقانه اسرائیلی
یک داستان عاشقانه اسرائیلی (انگلیسی: An Israeli Love Story) نمایشنامه ای نوشته پنینا گری است که بر اساس تجربیات و زندگی واقعی خود در بین سال‌های ۱۹۴۲ تا ۱۹۴۸ نوشته‌است.